# Opération Antigel
Seconde Guerre mondiale
Batailles
Bataille de Stalingrad
L'opération Antigel, en russe : « Операция Антифриз », fut un épisode de la bataille de Stalingrad, au cours duquel les troupes aéroportées soviétiques livrèrent en urgence de l'antigel aux troupes mécanisées devant participer à l'opération Uranus, qui eut lieu du 12 au 16 novembre 1942.
Il s'agissait alors de la première opération de transport militaire à grande échelle réalisée à l'aide de planeurs. Aucune opération d'une telle envergure en termes de masse transportée et de nombre d'appareils impliqués n'avait jamais eu lieu auparavant.

## Contexte
Au cours de la préparation de la contre-offensive à Stalingrad, les conditions météo se détériorèrent, menaçant sérieusement la réussite des opérations mécanisées de l'Armée rouge. Les 2 et 3 novembre 1942 un froid intense s'installa dans la région de Stalingrad. L'après-midi du 6, il commença à pleuvoir et, dans la nuit du 7, la température extérieure tomba à −15 °C. Le gel s'installa ensuite jusqu'au printemps 1943.
Dans ces conditions de gel aussi sévères, il devint évident que les réservoirs de fluides des avions et autres équipements mécaniques allaient poser problème. En effet, l'eau, à la base de la majeure partie des systèmes de refroidissement devant protéger les moteurs à pistons, devenait désormais leur pire ennemi. En gelant, son volume augmentait et détruisait totalement les blocs-cylindres, ce qui immobilisait les appareils pendant de longues périodes pour des réparations compliquées et coûteuses. Les manuels d'utilisation des appareils indiquaient que pour un emploi dans de telles conditions il était nécessaire de réchauffer la machine, impliquant alors des démarrages périodiques assez fréquents du moteur, afin de ne pas le laisser trop refroidir. Pour la préparation d'une opération offensive secrète, le démarrage intempestif de milliers de chars, de pièces d'artillerie automoteur, de véhicules divers et d'autres équipements devenait une opération extrêmement difficile, car le secret devait être maintenu et les quantités de carburant et d'antigel nécessaires à la préparation de l'opération étaient énormes. Il devint nécessaire de livrer en urgence une importante quantité d'antigel dans la zone où la situation devenait préoccupante pour les 51e et 57e armées dont les lignes d'approvisionnement étaient limitées. Selon G. K. Joukov, le besoin était de 100 tonnes, mais selon la littérature moderne, ce besoin se situait plus au niveau des 20 à 30 tonnes.
Dans la soirée du 11 novembre, Joukov rapporta au commandant suprême Joseph Staline :
« Il faut immédiatement donner à Ieremenko 100 tonnes d'antigel, sans quoi il sera impossible de mettre en route les machines,. »
Devant l'urgence des besoins, Joukov et Vassilievski envoyèrent à l'état-major le message suivant :
« En tant que mesure d'aide d'urgence pour la nuit du 13 novembre, il nous faut la livraison aérienne de vingt tonnes d'antigel à l'aérodrome de Leninsk pour les aérodromes et les chars du front de Stalingrad, ainsi que l'organisation de la livraison rapide du reste de l'antigel aux unités du front,. »
Toutefois, l'antigel ne put pas être livré à la date prévue, et le 14 novembre Joukov envoya le message suivant au commandement suprême :
« Jusqu'à présent, aucun antigel n'a été livré. Tous les véhicules sont remplis d'eau. Il n'y a également pas d'huile ni de graisse pour utilisation hivernale,. »
Le stock d'antigel nécessaire était situé près de Moscou. Toutefois, l'aviation de transport militaire ne possédait pas les ressources pour résoudre ce problème inattendu. Le commandement des forces aéroportées proposa d'utiliser des planeurs-cargos pour effectuer la livraison. L'avantage important des planeurs par rapport aux avions était leurs patins, qui leur donnaient la capacité de se poser sans nécessiter la préparation d'une piste spéciale. De plus, ils ne nécessitaient pas la constitution de réserves de carburant pour leur trajet retour. En outre, un planeur était bien moins cher à produire qu'un avion, et il pouvait être considéré comme un appareil « à usage unique ». Après leur déchargement, les planeurs étaient dépecés et leur bois était réutilisé pour servir de chauffage.

## Unités participant à l'opération

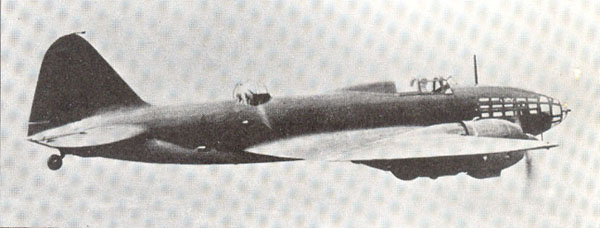
Un Iliouchine Il-4.

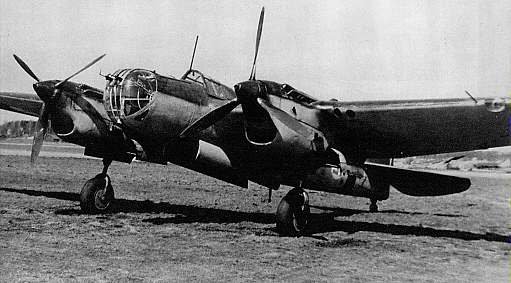
Un Tupolev SB.

En février 1942 fut formé le 1er régiment d'aviation indépendant — parfois désigné 1er régiment de planeurs d'entraînement — à l'aérodrome de Strigino, dans la région de Gorki. Le régiment consistait en deux escadrons, chacun comportant dix équipages d'avions-remorqueurs et soixante pilotes de planeurs. Le matériel aérien consistait en des avions-remorqueurs PS-84 (Lissounov Li-2, des Douglas DC-3 fabriqués sous licence), Tupolev SB, DB-3F (Iliouchine Il-4) et Tupolev R-6, tandis que les planeurs utilisés étaient des Antonov A-7 et des Gribovski G-11.
En août 1942 fut formé le 2e régiment d'aviation d'entraînement à Kirjatch, dans l'oblast de Vladimir. Il était doté de remorqueurs Iliouchine Il-4 et de planeurs Antonov A-7 et Gribovski G-11. Plus tard, en août 1943, il fut renommé 2e régiment d'aviation indépendant.
L'opération était dirigée par le commandant des forces aéroportées, le lieutenant-colonel Kosits (ru), ainsi que par le chef de l'école supérieure d'aviation et de vol à voile de Saratov, le lieutenant-colonel Odintsov. Parmi les participants à l'opération figuraient également :
- Officiers des remorqueurs : Lieutenant Kruglov, premier lieutenant Petryakov, Lieutenant P. Krasniurchenko, sous-lieutenants Voroshilov, Voronkov et Usov ;
- Navigateurs : Omelyanenko, Major Novoselcev, capitaine Gorbunov ;
- Pilotes de planeurs : Rodin, Plashin, Fuks, Nikolaev, Loskutov , Il'in, Nefaktov, Savtsov, Grigor'yan, Zinoviev, N. Pokidyshev, S. Borishnikov, A. Strelnikov, N. Nechaev, A. Evgrafov, N. Schegolev[2].

## Déroulement de l'opération
Le 10 novembre 1942, les régiments furent placés en alerte en accord avec l'ordre suivant : « Préparez-vous à un vol de 1 200 km avec une charge utile de 1 000 kg dans chaque planeur. Premier départ le 12 novembre. Opération secrète »,.
Les deux escadrons sous le commandement de Kosits furent redéployés sur l'aérodrome de Teïkovo, dans l'oblast d'Ivanovo. Le point de départ de la route pour la livraison d'antigel était l'aérodrome « le lac de l'ours » (en russe : « Медвежьи озёра »), près de Moscou. Chaque planeur G-11 était chargé de six tonneaux de 200 litres d'antigel, et chaque A-7 de trois tonneaux. Le vol passait par l'aérodrome Saratov-Doubki, où les avions-remorqueurs refaisaient le plein et les équipages des planeurs étaient remplacés. Par exemple, Kosits tomba malade et fut remplacé au commandement du premier planeur. Ensuite, le vol passait par l'aérodrome d'Engels, l'aérodrome de Krasny Kout, puis l'aérodrome de Jitkour. Cet aérodrome avait une piste d'une longueur de 1 060 mètres pour une largeur de 80 mètres. Il fut établi à l'été 1942 près du village du même nom dans le raïon d'Elton de la région de Stalingrad, pendant la bataille de Stalingrad. À cette période, jusqu'à dix régiments d'avions de chasse, d'assaut et de bombardement de la 8e armée de la force aérienne soviétique étaient stationnés en même temps. Après le ravitaillement des avions remorqueurs, les groupes redécollaient pour l'aérodrome de Joutovo ou ils se rendaient directement vers les zones où l'antigel devait être livré.
Le 2e régiment d'aviation d'entraînement fut constitué de douze remorqueurs Il-4 et douze planeurs. Leur route débutait à l'aérodrome de Chtchiolkovo, dans l'oblast de Moscou. Les planeurs de ce régiment délivrèrent 14,5 tonnes d'antigel et soixante lance-flammes à l'aérodrome de Jitkour. Il semblerait qu'à certains moments des planeurs KC-20 furent également utilisés,.
Les conditions de vol étaient difficiles. L'opération débuta tard dans la soirée du 12 novembre dans des conditions météo exécrables : nuages bas, vent, gel et visibilité limitée étaient de la partie, avec en outre des journées assez courtes. Les atterrissages sur les aérodromes Engels et Doubki furent effectués de nuit. Le morceau de route entre Krasny Kout et Jiktour était caractérisé par des zones sporadiquement peuplées avec peu de repères au sol. L'un des pilotes des planeurs affirma plus tard : « Nous étions complètement dans le flou à Stalingrad, allongés sur le ventre. Il y avait des moments où vous ne saviez même plus où était le ciel, où était le sol et à quel endroit vous étiez entre les deux. À cause de la fatigue, en seulement une heure vous commenciez à voir double. En dessous de la taille, le corps était engourdi par le froid — il y avait des fentes dans le contreplaqué de la cabine ! — alors qu'au-dessus vous étiez en sueur... Après une heure d'un vol aussi infernal, on finissait par devenir indifférents. Je vais crever, j'irai au diable avec lui ! Puis furieux, je me suis repris en main : Je ne ferai pas ce plaisir aux Fritz, je ne contrarierai pas ma mère, je vais guérir ! ». Le vol dura en tout entre huit et neuf heures.
Le long de leur route, les participants à l'opération reçurent la protection des unités de défense antiaérienne de Saratov, Engels et des unités en service de l'école de pilotage de Kachinsky. Dans la zone des aérodromes de Jiktour et Joutovo, les chasseurs de nuit Messerschmitt Bf 110 ne manquèrent pas l'occasion d'attaquer les planeurs, lourdement chargés volant à basse altitude et à faible vitesse. Ils furent attaqués en vol, mais également lors de leur atterrissage à Joukovo. Lors de la perte d'un appareil, le code « 32751 » était transmis par radio. Si un code « 55427 » était transmis, cela signifiait qu'un pilote était mort.

## Résultats de l'opération
L'opération Antigel fut effectuée en environ 60 vols, au cours desquels environ 50 tonnes d'antigel furent livrées. Les pertes au cours de l'opération se chiffrèrent à trois avions-remorqueurs et dix planeurs. En raison d'une erreur technique, le lieutenant Griegorevitch Gregorian, du deuxième régiment, se tua pendant un atterrissage.
Tous les pilotes ayant participé à l'opération reçurent les compliments du Commissariat du peuple à la Défense de l'URSS et furent récompensés par un salaire mensuel supplémentaire. Ils reçurent également la médaille pour la Défense de Stalingrad,.